# Halfway Houses
Halfway Houses – wieś w Anglii, w hrabstwie Kent, w dystrykcie Swale. Leży 24 km na północny wschód od miasta Maidstone i 64 km na wschód od centrum Londynu.